# サント・ヴィクトワール山
サント・ヴィクトワール山（Montagne Sainte-Victoire、サント・ヴィクトワールさん） またはサント=ヴィクトワール山（サント=ヴィクトワールさん）は、フランス南部のエクス＝アン＝プロヴァンスの市街地の東、市域の南東部に位置する、馬の背のように延びる全長18km以上の石灰岩の山で、その最高点は「ピックデムッシュ」1011m。
山の最高点に配置されていないが、「クロワ・ド・プロヴァンス」（Croix de Provence）の十字架の高さは19mで、ピックデムッシュよりもはるかに多くの尾根から際立っている。「小修道院」（Le Prieuré）と呼ばれる山小屋もある。
この山は、エクス＝アン＝プロヴァンスの近くにあったセザンヌ（1839 - 1906）の家の近くから見ることができ、彼の絵画のシリーズ（44点の油画と43点の水彩画）で取り上げられ、多くの人から慕われている。ルノワールによっても描かれた。ハイカー、登山者や自然愛好家のための楽園になっている。

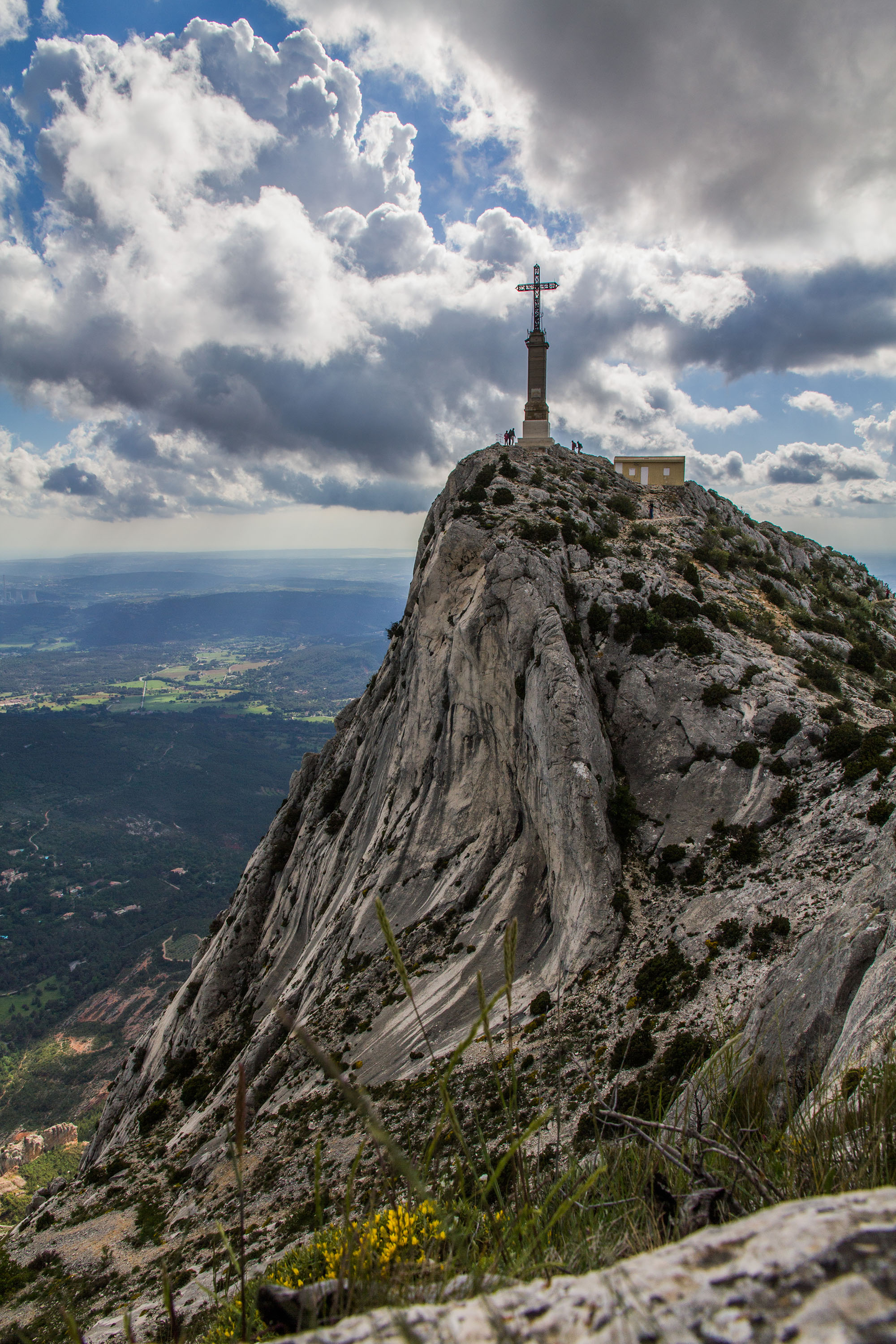
Croix de Provence
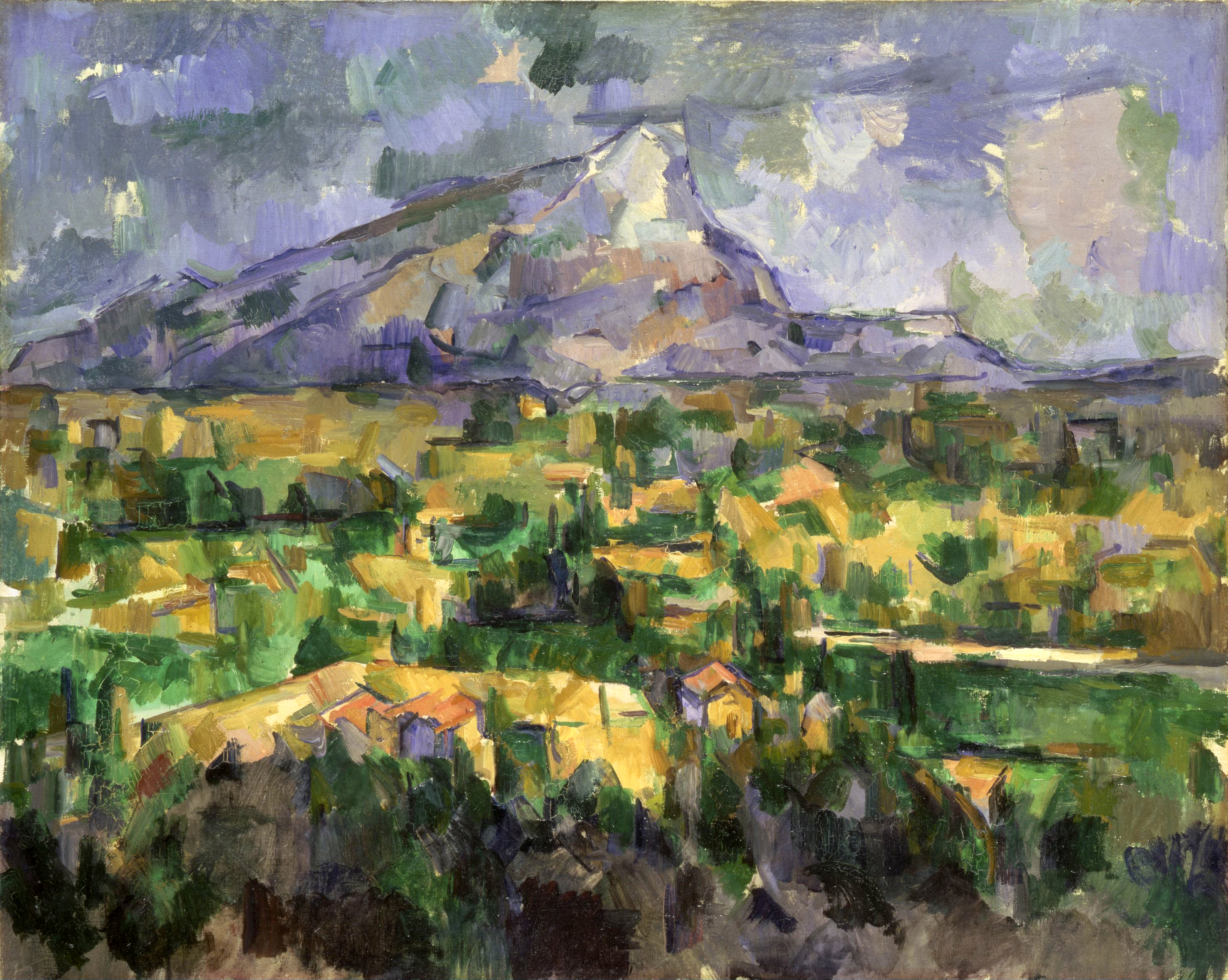
サント・ヴィクトワール山。セザンヌの絵画